# Sigfrid Keinänen

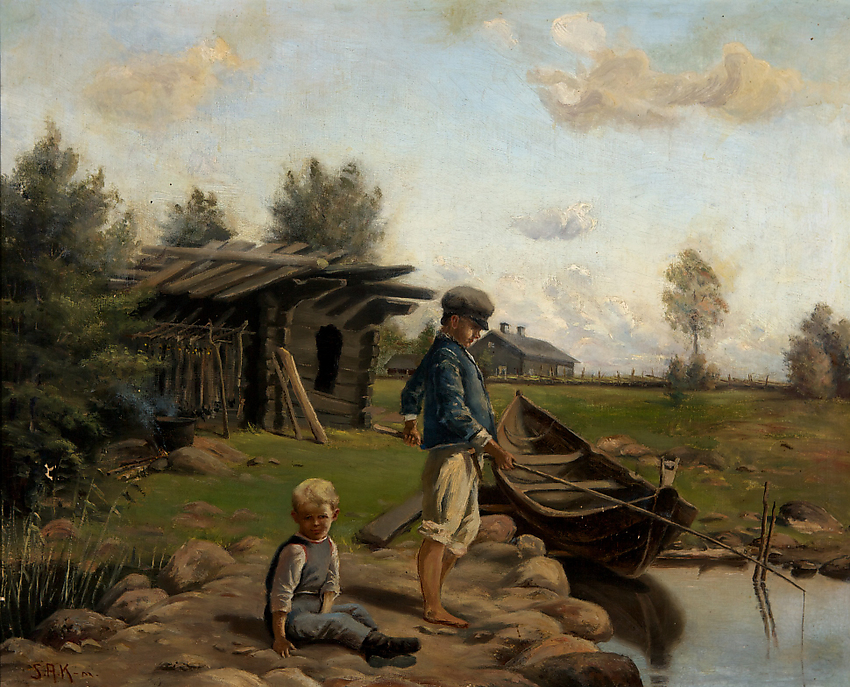
Sigfrid Keinänens Onkipoika.

Sigfrid August Keinänen, S.A. Keinänen, född 7 februari 1841 i Kuopio, död 25 september 1914 i Lembois, var en finländsk målare. 
Keinänen, som hade bondeföräldrar, genomgick Jyväskylä folkskollärarseminarium till 1867, blev då elev vid Finska Konstföreningens ritskola i Helsingfors, varefter han studerade vid akademierna i Köpenhamn och Stockholm (1869–72). Från 1892 var han teckningslärare i Helsingfors. 
Keinänen målade landskap, figurstycken, folkscener, motiv ur "Kalevala" (Kullervos klagan, 1896, Finska Konstföreningens galleri). Han utgav Bilder ur Kalevala (1895 ff.).